# Église Saint-François-Xavier de Monticello
Pour les articles homonymes, voir Église Saint-François-Xavier.
L'église Saint-François-Xavier est un édifice religieux catholique sis à Monticello, en Corse (France).

## Localisation
L'église est située dans le département français de la Haute-Corse, sur la commune de Monticello.

## Historique
L'édifice est classé au titre des monuments historiques en 1992.